# Ministério dos Negócios Estrangeiros (França)
O Ministério da Europa e dos Negócios Estrangeiros da França (em francês:  Ministère de l'Europe et des Affaires étrangères), tem sede localizada no Quai d'Orsay em Paris, próximo à Assembleia Nacional Francesa.

## Designações
O Ministério da Europa e dos Negócios Estrangeiros é o gabinete responsável pelas relações exteriores da França. "Quai d'Orsay" é frequentemente utilizado como uma metonímia para o ministério como também simplesmente "Le Quai". Parte da administração central do ministério está localizada em Nantes.
Jean-Marc Ayrault é Ministro desde 11 de fevereiro de 2016. Harlem Désir, Annick Girardin, Matthias Fekl são secretários de Estado, responsáveis , respectivamente, para os Assuntos Europeus (desde 9 de abril de 2014), Desenvolvimento e Francofonia (desde a mesma data) e de comércio exterior, promoção do turismo e das Comunidades Francesas no estrangeiro (desde 04 de setembro de 2014).

## História
A organização da Secretaria de Estado criado no século XVIII, secretários do Rei tornaram-se especializados, escrevendo correspondências para governos estrangeiros, bem como para negociar tratados de paz. Os quatro Secretários de Estado franceses, que tinham as relações externas divididas por região em 1589, tornaram-se centralizados, sendo que um deles se foi incumbido a ser o primeiro-secretário, responsável pelas relações internacionais. 
A posição de Secretário de Estado dos Negócios Estrangeiros do Antigo Regime foi transformada em ministro dos Negócios Estrangeiros em torno de 1723, e foi renomeada para Ministro dos Negócios Estrangeiros em 1791, após a Revolução Francesa. Os consulados que eram administrados pelo Departamento da Marinha, passaram a fazer parte do Departamento dos Assuntos Estrangeiros em 1793. Todos os cargos ministeriais foram abolidos em 1794 pela Convenção Nacional e reestabelecidos pelo Diretório. 
O século XX assistiu ao desenvolvimento da administração central do Ministro dos Negócios Estrangeiros e do surgimento de serviços relacionados com as novas realidades da política internacional, como a criação do departamento cultural do Quai d'Orsay. Sob a Quinta República foi criado um Ministério de Assuntos Europeus. 
Durante dois breves períodos da história, o Ministério dos Negócios Estrangeiros foi nomeado Ministério das Relações Externas de 1794 a 1814 et de 1981 a 1986 sob a Ministério de Claude Cheysson e de Roland Dumas.

## Missões e responsabilidades
As atribuições do Ministério dos Negócios Estrangeiros são:
- A informações do Presidente da República e do Governo sobre a evolução da situação internacional e da situação de Estados estrangeiros, por meio de correspondência de carácter político, econômico, cultural ou à cooperação enviado a Paris pelas embaixadas da França (embaixadas e consulados);
- Os projetos da ampla política externa da França;
- A liderança e coordenação das relações internacionais (representação de governos estrangeiros, negociações diplomáticas, a assinatura de acordos e qualquer abordagem internacional em nome da França) e, portanto, as ações de outros departamentos do lado de fora;
- A proteção os interesses franceses no exterior e a ajuda os cidadãos franceses fora do seu território por meio dos consulados.